# David Yallop
David Anthony Yallop (Londen, 27 januari 1937 – aldaar, 31 augustus 2018) was een Britse schrijver en onderzoeksjournalist. Hij was ook scriptschrijver voor televisieprogramma's, waaronder Monty Python's Flying Circus, en een van de ghostwriters van Graham Chapmans autobiografie A Liar's Autobiography.
David Yallops werk heeft voornamelijk betrekking op (onopgeloste) misdaadzaken. Zo schreef hij een boek over de Yorkshire Ripper en over Derek Bentley, een jongeman die werd veroordeeld voor een moord die hij niet gepleegd had. Hij droeg ook bij aan de vrijlating van Arthur Allan Thomas die in Nieuw-Zeeland ten onrechte was veroordeeld voor de dubbele moord op Harvey en Jeanette Crewe nadat de politie bewijsstukken had vervalst.
Zijn bekendste boek is In God's Name over de dood van Paus Johannes Paulus I, die na een pontificaat van slechts 33 dagen op 28 september 1978 overleed. In het boek – waarvan wereldwijd meer dan 6.000.000 exemplaren werden verkocht – koppelt Yallop verscheidene Italiaanse bankschandalen aan het Vaticaan en verdedigt hij de stelling dat Johannes Paulus werd vermoord omdat hij schoon schip wenste te maken met de financiële aangelegenheden van het Vaticaan. Namens de Heilige Stoel werd het boek meteen gediskwalificeerd als 'schaamteloze rommel'. Daarop beloofde Yallop in de herdruk van 2007 alle royalty's van het boek af te staan aan kankeronderzoek als het Vaticaan hem op twee punten met bewijs zou tegenspreken. Het Vaticaan heeft daarop niet gereageerd.
Toen hij in 1992 als scriptschrijver voor EastEnders voorstelde enkele personages om te laten brengen door een IRA-bom, ging dat de BBC te ver. Hij werd ontslagen, maar klaagde de BBC met succes aan wegens contractbreuk.
Yallop trouwde tweemaal en had vijf kinderen. In zijn laatste jaren leed hij aan de ziekte van Alzheimer.

## Enkele boeken
- To Encourage The Others (over de Craig/Bentley-moordzaak)
- The Day The Laughter Stopped (een biografie over Roscoe "Fatty" Arbuckle)
- Beyond Reasonable Doubt? (over de veroordeling van Arthur Allan Thomas)
- Deliver Us From Evil (over de Yorkshire Ripper)
- In God's Name (over de dood van Johannes Paulus I)
- To the Ends of the Earth (over de gevangenneming van Carlos)
- How They Stole the Game (over voetbal)
- Unholy Alliance (over internationale drugshandel en politieke corruptie)
- The Power and the Glory (over het pontificaat van Paus Johannes Paulus II
- De voetbal maffia (over corruptiepraktijken binnen de FIFA)